# Урбан I
Святий Урбан I (лат. Urbanus; 19 травня 230, Рим, Стародавній Рим) — сімнадцятий папа Римський з 222 по 23 травня 230 року.
Народився у Римі, батько звався Понтіан.
Зробив припис використовувати лише срібний посуд у літургії. Навернув у християнство багатьох відомих людей, зокрема, Святу Цецилію. Брав участь у дискусії про вчення св. Іполита. За легендою, молитвою руйнував ідолів. За часів Александра Севера йому відрубано голову. Більшість дослідників вважає, що він похований у катакомбах Претекстато (Coemetarium Praetextati) району Рима — Аппіо-Пін'ятеллі.
Його день відзначається католицькою церквою 25 травня, православними церквами — 25 лютого.